# Pálffy Miklós (főlovászmester)
Erdődi herceg Pálffy Miklós (Pálffy Miklós Antal Mária, Malacka, 1861. november 11. – Bécs, 1935. március 6.) magyar nagybirtokos, főrend, udvarnagy, főlovászmester, császári és királyi kamarás, 1879-től herceg.

## Élete
Pállfy Miklós 1861-ben született Malackán Pálffy Pál gróf (1827–1866) és Károlyi Geraldine grófnő (1836–1815) fiaként. A hercegi címet nagyapjának testvére, Antal herceg után örökölte 1879-ben. Egyéves önkéntesi szolgálatának teljesítése után a 7. huszárezrednél szolgált hadnagyként, később főhadnagy és kapitány lett, a katonai szolgálattól századosi rangban vált meg. Örökös jogon tagja volt a magyar főrendiháznak, ahol a közjogi és a törvénykezési bizottságban foglalt helyet. 1885-ben császári és királyi kamarás lett, ekkor malackai uradalmán telepedett le. 1900-ban az Aranygyapjas renddel tüntették ki, 1902-ben pedig valóságos belső titkos tanácsosi méltóságot kapott. 1905-től birtokolta a főmagasságú címet. 1910-ben Ferenc József magyarországi főudvarnaggyá nevezte ki az elhunyt Apponyi Lajos gróf helyére, majd 1916-ban főlovászmester lett. Ugyanekkor szolgálaton kívüli őrnaggyá léptették elő. Jelentős szerepet játszott a társasági életben, nagy műbarátként és műpártolóként ismerték. 1918 után visszavonult a közélettől. Hosszabb betegeskedés után Bécsben érte a halál 1935-ben, Marcheggben temették el.
Pálffy Miklós 1885. február 26-án Budapesten vette feleségül zichi és vásonkeöi Zichy Margit Antónia grófnőt (1856–1925), Zichy Ferenc gróf (1822–1909) és Kornis Anna grófnő (1836–1901) lányát. Gyermekük nem született.